# Торнвуд (Нью-Йорк)
Торнвуд (англ. Thornwood) — переписна місцевість (CDP) в США, в окрузі Вестчестер штату Нью-Йорк. Населення — 3960 осіб (2020).

## Географія
Торнвуд розташований за координатами 41°7′7″ пн. ш. 73°46′46″ зх. д. / 41.11861° пн. ш. 73.77944° зх. д. (41.118687, -73.779372).  За даними Бюро перепису населення США в 2010 році переписна місцевість мала площу 2,87 км², уся площа — суходіл.

## Демографія
Згідно з переписом 2010 року, у переписній місцевості мешкало 3759 осіб у 1297 домогосподарствах у складі 998 родин. Густота населення становила 1311 осіб/км².  Було 1335 помешкань (466/км²).
Расовий склад населення:
| - 89,5 % — білих - 3,4 % — азіатів - 1,2 % — чорних або афроамериканців - 0,1 % — корінних американців - 4,3 % — осіб інших рас |

До двох чи більше рас належало 1,6 %. Частка іспаномовних становила 10,2 % від усіх жителів.
За віковим діапазоном населення розподілялося таким чином: 23,3 % — особи молодші 18 років, 60,1 % — особи у віці 18—64 років, 16,6 % — особи у віці 65 років та старші. Медіана віку мешканця становила 42,7 року. На 100 осіб жіночої статі у переписній місцевості припадало 98,7 чоловіків;  на 100 жінок у віці від 18 років та старших — 95,4 чоловіків також старших 18 років.
Середній дохід на одне домашнє господарство  становив 126 705 доларів США (медіана — 119 327), а середній дохід на одну сім'ю — 148 436 доларів (медіана — 139 444). Медіана доходів становила 70 489 доларів для чоловіків та 54 944 долари для жінок. За межею бідності перебувало 3,1 % осіб, у тому числі 0,8 % дітей у віці до 18 років та 6,6 % осіб у віці 65 років та старших.
Цивільне працевлаштоване населення становило 2223 особи. Основні галузі зайнятості: освіта, охорона здоров'я та соціальна допомога — 25,3 %, науковці, спеціалісти, менеджери — 15,2 %, будівництво — 9,1 %, роздрібна торгівля — 8,1 %.